# Camille Khoury
Camille Khoury (né en 1961 au Metn) est un médecin et un homme politique libanais.

## Biographie
Dès 1988, il soutient le général Michel Aoun et intègre quelques années plus tard le Courant patriotique libre de l'ex-commandant en chef de l'armée libanaise.
Depuis 1995, il occupe le poste de coordinateur du groupe de médecins du CPL et prend part aux différentes manifestations des activistes aounistes.
Il fut arrêté avec des centaines d'opposants chrétiens à l'occupation syrienne du Liban en août 2001.
En juillet 2007, le général Aoun le choisit comme candidat à l'élection partielle du Metn organisée pour remplir le siège maronite laissé vacant après l'assassinat du député et ministre Pierre Amine Gemayel, le 21 novembre 2006.
Il ne fit que de brèves apparitions durant la campagne et reçut le soutien de l'ancien vice-Premier ministre Michel Murr et du puissant parti arménien Dashnak (Tachnag).
En fin de compte, Khoury est élu député avec 418 voix d'écart sur près de 79000 votants, face à l'ancien président de la République Amine Gemayel qui était soutenu par l'Alliance du 14 Mars. Khoury devient le 22e député du Bloc du changement et de la réforme dirigé par Aoun. Il ne se représente pas aux élections de 2009.